# 熹平
熹平（きへい）は、後漢の霊帝劉宏の治世に行われた2番目の元号。172年 - 178年。熹平7年は3月に改元されて光和元年となった。

## 出来事
- 元年5月：建寧5年を熹平と改元。
- 4年：諸儒を集めて五経の文字を校訂、太学の門外に石経を立て経文彫刻を開始（熹平石経）。

## 西暦・干支との対照表
| 熹平 | 元年  | 2年   | 3年   | 4年   | 5年   | 6年   | 7年   |
| 西暦 | 172年 | 173年 | 174年 | 175年 | 176年 | 177年 | 178年 |
| 干支 | 壬子  | 癸丑  | 甲寅  | 乙卯  | 丙辰  | 丁巳  | 戊午  |